# 대한염업조합
대한염업조합(大韓鹽業組合, Korea Salt Manufacture Association, 약칭: K-SALT)은 국민 기호에 맞는 품질 좋은 천일염을 생산하여 국민건강에 기여하고 조합원의 이익을 대변하기 위해 설립된 법정법인이다. 전라남도 영암군 삼호읍 나불리 608-3에 있다.

## 설립 근거
- 염업조합법 제1조[3]

## 연혁
- 1906년 염세규정 제정 (광무 10년)
- 1907년 주안에서 최초로 천일염전 축조 (1정보, 관영)
- 1920년 염세규정 폐지
- 1930년 염수입관리령 제정
- 1942년 염수입관리령 폐지 및 조선염전매령 제정
- 1956년 조선염전매령 폐지 및 염전매법 제정
- 1960년 염업정비임시조치법 제정
- 1961년 염전매법 폐지 및 염관리임시조치법 제정 (염 민영화)
- 1963년 염관리임시조치법 폐지 및 염관리법 제정 (염행정 상공부로 이관). 대한염업주식회사법 제정
- 1967년 염업조합법 제정
- 1967년 7월 31일 대한염업조합 설립
- 1976년 염 품질검사업무 법제화
- 1986년 조합 사옥 입주 (서울특별시 구로구 개봉동 염업회관)
- 1995년 염 수입자유화
- 2000년 조합 사옥 이전 (서울특별시 영등포구 여의도동)
- 2004년 3월 민선1기 이사장 선출
- 2005년 2월 품질검사실험실 대불로 이전
- 2005년 11월 민선2기 이사장 선출
- 2009년 3월 19일 소관부처 변경 (지식경제부 → 농림수산식품부)

## 조직

### 부이사장

#### 상무이사
- 기획총괄팀
- 영업관리팀
- 업무지원팀

## 소속기관
- 대불센터